# Његошево (Шамац)
Његошево је насељено мјесто у општини Шамац, Република Српска, БиХ. Насеље се налази на територији катастарске општине „Пруд“ и обухвата дијелове насељеног мјеста Пруд, који су подијељени ентитетском линијом и који су ушли у састав Републике Српске.

## Становништво
| Демографија | Демографија | Демографија |
| Година      | Становника  | Становника  |
| ----------- | ----------- | ----------- |